# Seri Kembang III
Seri Kembang III is een bestuurslaag in het regentschap Ogan Ilir van de provincie Zuid-Sumatra, Indonesië. Seri Kembang III telt 1177 inwoners (volkstelling 2010).